# رولاند آگالیو
رولاند آگالیو (انگلیسی: Roland Agalliu؛ زادهٔ ۵ ژوئیهٔ ۱۹۶۱) بازیکن سابق فوتبال اهل آلبانی است. او اولین خارجی بود که پس از انقلاب رومانی در لیگ اول رومانی بازی کرد.